# Bogdan Popović
Bogdan Popović (serbisch-kyrillisch Богдан Поповић; * 20. Dezember 1863jul. / 1. Januar 1864greg. in Belgrad; † 7. November 1944 in Belgrad) war ein serbischer Literaturwissenschaftler.

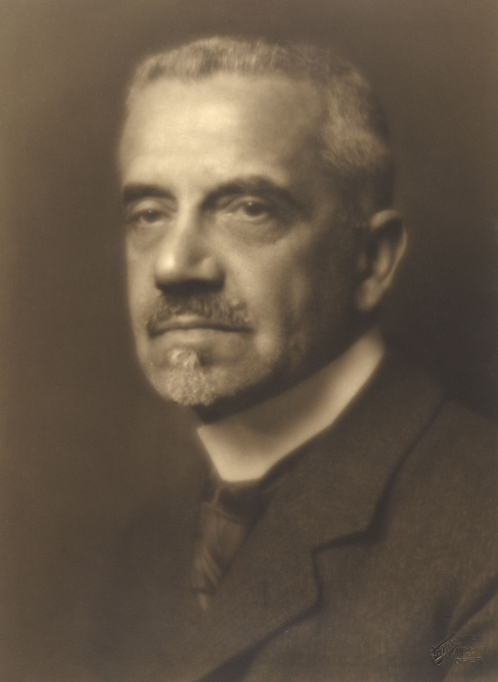
Aufnahme von Georg Fayer (1927)

## Leben
Popović studierte zunächst in Belgrad und anschließend in Paris an der Sorbonne. 1893 wurde er Professor der Literaturgeschichte an der Velika skola und lehrte ab 1905 vergleichende Literaturwissenschaft an der Universität Belgrad. Er wies der jungen serbischen Dichtergeneration den Weg aus der nationalen Einengung zu westlich-ästhetischen Werten. Popović übersetzte auch aus dem Französischen und begründete 1901 die auf Jahrzehnte einflussreichste serbische Literaturzeitschrift Srpski knijzevni glasnik.
Einer seiner Schüler war Jovan Skerlić.

## Werke
- Bomarse, Biographie 1925
- Clanci predavana o knizumosti, umetnosti, jeziku i moralu, Aufsätze und Vorträge 1932
- Antologija novije srpske lirike, 1953